# Romanian Kitsch Museum
Romanian Kitsch Museum este un muzeu din Centrul Vechi al Bucureștiului a cărui colecție cuprinde o colecție de kitschuri din diverse perioade ale istoriei României. Este cel mai bun mod de a înțelege (sub)cultura românească. Kitschul este definit ca o formă de artă, obiecte sau design considerate ca fiind de prost gust din cauza împopoționării excesive sau a sentimentalismului, dar uneori apreciate într-un mod ironic sau științific.

## Descriere
Colecția muzeului cuprinde peste 200 de exponate și poate fi vizitat în Strada Covaci nr. 6 din Centrul Vechi al Bucureștiului. 
Obiectele expuse sunt împărțite în 7 categorii: Dracula, religie, comunism, design interior, gypsy, modern și make your own kitsch. Printre obiecte sunt incluși pitici de grădină, pești de sticlă, mileuri, bibelouri din perioada comunistă, carpete cu Răpirea din Serai, flori de plastic, șlapi cu blăniță, suveniruri cu Dracula. Exponatele provin din colecția personală a proprietarului adunate de-a lungul unor ani buni.
În august 2017, Romanian Kitsch Museum era considerat al doilea cel mai interesant muzeu și al cincilea obiectiv turistic din București, conform TripAdvisor.

## Expoziția permanentă
La etaj muzeul găzduiește și o expoziție permanentă destinată artiștilor români care doresc să își expună lucrările.

## Cazul leului furat

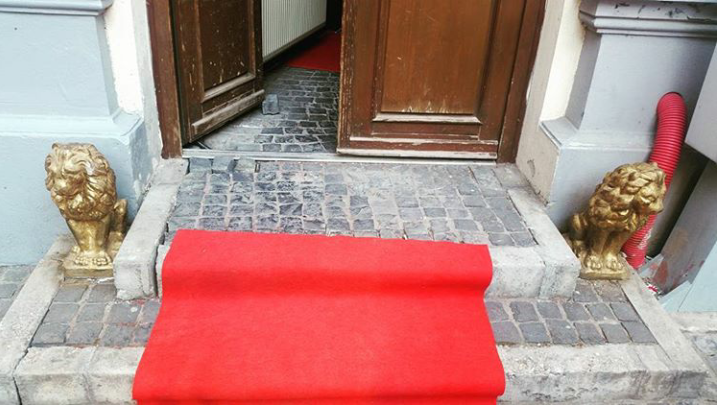
Cei doi lei de la intrare

În dimineața zilei de 16 iulie 2017 trei tineri într-o stare avansată de ebrietate au sustras unul dintre cei doi lei aurii de la intrarea în muzeu. Ca răspuns la acest eveniment echipa muzeului a publicat un articol pe site în care a lansat un concurs, cine aduce leul înapoi primește cadou o carpetă cu Răpirea din Serai.
După ce evenimentul a făcut vâlvă în media și a adus noi vizitatori muzeului leul s-a întors și urmează să fie pus alături de fratele său înapoi.

## Romanian Kitsch Awards
În perioada 15 iulie - 31 iulie 2017 s-a organizat Romanian Kitsch Awards. Acest concurs a avut ca scop "identificarea celor mai relevante kitschuri din cultura românească."
Categoriile propuse de comisia concursului au fost Kitsch istoric și legendar, Arhitectură și monumente, Artă decorativă și design interior, Cultură și fashion, Media și digital. 
Rezultatele finale pot fi găsite aici.  

## Apariții în presa internațională
Încă de la deschidere muzeul s-a bucurat de apreciere și atenție în presa internațională. Acestea sunt cele mai importante publicații online în care acesta a fost promovat:
- DailyMail.co.uk
- Reuters.com
- DailyHerald.com
- BusinessInsider.com Arhivat în 6 mai 2017, la Wayback Machine.

## Legături externe
- Site web oficial

Coordonate: 44° 25′ 51″ N, 26° 6′ 5″ E